# Galien
Galien es una villa ubicada en el condado de Berrien en el estado estadounidense de Míchigan. En el Censo de 2010 tenía una población de 549 habitantes y una densidad poblacional de 0,51 personas por km².

## Geografía
Galien se encuentra ubicada en las coordenadas 41°48′6″N 86°29′58″O / 41.80167, -86.49944. Según la Oficina del Censo de los Estados Unidos, Galien tiene una superficie total de 1074.85 km², de la cual 1074.84 km² corresponden a tierra firme y (0%) 0 km² es agua.

## Demografía
Según el censo de 2010, había 549 personas residiendo en Galien. La densidad de población era de 0,51 hab./km². De los 549 habitantes, Galien estaba compuesto por el 96.36% blancos, el 1.09% eran afroamericanos, el 0.91% eran amerindios, el 0.18% eran asiáticos, el 0% eran isleños del Pacífico, el 0.18% eran de otras razas y el 1.28% pertenecían a dos o más razas. Del total de la población el 1.82% eran hispanos o latinos de cualquier raza.